# Tercera parte de Esferamundi de Grecia
La Tercera parte de Esferamundi de Grecia es un libro de caballerías italiano, escrito por el prolífico autor Mambrino Roseo. Es continuación de la Segunda parte de Esferamundi de Grecia, el decimocuarto libro de la serie de Amadís de Gaula, publicado en 1560, y por consiguiente es el decimoquinto libro de ese ciclo, por lo que se refiere a obras españolas e italianas. De acuerdo con el tópico de la falsa traducción, la obra fue presentada como una traducción del español, pero es con toda certeza obra de Roseo y no se tiene noticia de ningún supuesto original en español.

## Ediciones
La obra fue impresa por primera vez en Venecia en 1563, en la imprenta de Michel Tramezzino, con el título de La terza parte dell'historia dello inuitissimo principe Sferamundi di Grecia nuouamente ritrouata, & ridotta nella lingua italiana. De la edición de 1563 hay ejemplares en la Biblioteca Comunal de Macerata, la Biblioteca Nacional de Milán, la Biblioteca Cívica de Verona, la Biblioteca de arte e historia veneciana, la Biblioteca Cívica Bertoliana de Venecia, la Biblioteca de la Universidad de Birmingham, la Biblioteca de la Universidad de Bochum, la Biblioteca de la Universidad de Harvard, la Biblioteca Newberry de Chicago, la British Library de Londres, la Biblioteca de la Universidad de Yale y la Biblioteca Folger Shakespeare de Washington.
El libro alcanzó una notoria popularidad en el público italiano, ya que fue reimpreso en 1568, 1569, 1574, 1582, 1600, 1610 y 1619, siempre en Venecia.

## Argumento
En esta obra se continúa el relato de las aventuras de Esferamundi de Grecia, hijo de Rogel de Grecia y su esposa Leónida, enamorado de Ricarda, hija del emperador de los partos, y de su pariente Amadís de Astra. En esta Tercera Parte, el héroe salva de una agresión a Grisaida, quien le informa acerca de su primo y compañero de aventuras Amadís de Astra. Grisaida lo disuade de continuar buscando a Amadís y regresa con ella a la corte imperial de los partos. Antes de hacer su ingreso en la corte, Esferamundi, con el nombre de Caballero de la Doncella Verde, mata a una enorme serpiente que aterrorizaba a la ciudad. Es recibido jubilosamente en la corte parta y se desposa secretamente con su amada Ricarda. Después de compartir algunas noches juntos, Esferamundi pide al emperador parto la mano de Ricarda y el matrimonio se celebra enseguida. Sin embargo, Esferamundi se conmueve por las penas de amor de su cuñada Roseliana, hermana de Ricarda, de cuyo amado Amadís de Astra no se tienen noticias, y parte en su búsqueda. Ricarda descubre que está encinta.  

## Continuación
Dado el éxito que tuvo la obra, Mambrino Roseo no tardó en dar a luz una continuación, la Cuarta parte de Esferamundi de Grecia, que se publicó por primera vez en el mismo año de 1563, también en Venecia.

## Traducciones
La Tercera parte de Esferamundi de Grecia fue traducida al francés y se publicó por primera vez en ese idioma en 1579, pero debido a que por cuestiones editoriales la numeración del ciclo francés era distinta de la del hispano-italiano, se convirtió en el decimoctavo libro francés. También fue traducida al alemán y publicada en 1592, como decimoctavo libro del llamado ciclo de Amadís de Francia. También apareció en neerlandés en 1615.